# Skype
Skype是一款已经停止營运的即时通信应用软件，通过互联网上的系統設備（包含手机、平板电脑等）提供与其他联网设备间进行视频通话和语音通话的服务。使用者可通过Skype收发即时通讯信息、传输文件、收发多媒体信息和进行视频会议。Skype可使用于Microsoft Windows、macOS和Linux系统，以及Android、iOS的智能手机和平板電腦中。Skype服务大部分免费，但当使用者需要打到固定电话或手提电话时，需要购买Skype点数或订购套餐。Skype软件基于免費增值许可协议框架进行授权。
Skype于2003年8月问世。该软件由瑞典人Niklas Zennström、丹麦人Janus Friis，以及开发SKYPE SERVER软件的Ahti Heinla、Priit Kasesalu和Jaan Tallinn等4個爱沙尼亚人合作开发。Skype所采用的后台也被音乐分享软件Kazaa所使用。2005年9月，eBay以26亿美元的价格购得Skype。2009年9月，Silver Lake,Andreessen Horowitz和Canada Pension Plan Investment Board宣布向eBay以19亿美元购入Skype的65%的股份。此次收购折合的Skype估价为27.5亿美元。2011年5月，微软以85亿美元的价格购入Skype。微软Skype部门总部位于卢森堡，不过部门中大部份开发团队和部门内的44%雇员仍然在爱沙尼亚的塔林和塔尔图工作。
Skype允许用麥克風來进行交流，又可以通过摄像头來进行视频通讯，也可以用文字即时通讯。Skype软件之间的通话（Skype-to-Skype calls）无需付费，但当需要（通过传统的公共交换电话网）致电给固定电话或移动电话时，用户需要通过名为“Skype点数”的用户账户系统付费。与大多数VoIP软件不同，Skype混合使用了点对点架构和主从式架构。这一架构通过Skype安装在计算机上的后台进程实现。这一架构体现在Skype的原计划启用名称Sky Peer-to-Peer（端对端）。
在部份社团、政府、家庭、学校网络中，网络管理员会以不恰当资源使用、占用带宽过多和安全等理由禁止使用Skype。
Skype的竞争者包括会话发起协议和基于H.323的网络服务，例如Linphone、Google Hangouts和Viber等。

## 历史
Skype品牌是来自丹麦的Janus Friis和瑞典的Niklas Zennström所創建的。Skype软件则是由爱沙尼亚人Ahti Heinla、Priit Kasesalu 和 Jaan Tallinn编写。 Skype 在2003年8月29日发布首个公众测试版。
2005年，Skype与波兰门户网站Onet.pl达成进驻协议。 2005年9月12日，eBay以价值约25亿美元的现金和ebay支票作为前期付款，附加与潜在绩效相关的后期报酬。
2009年9月1日，ebay宣布将Skype股份的65%以19亿美元出售给Silver Lake、Andreessen Horowitz和Canada Pension Plan Investment Board。此次交易将Skype估价折合为27.5亿美元。

### 微软收购Skype
2011年5月10日，微软以85亿的价格收购Skype Communications, S.à r.l，將Skype公司合并为微软的一个部门，而微软通过本次交易获得Skype全部技术；此交易於2011年10月13日完成。
微软在收购后，停止问世已久的即时通讯服务Windows Live Messenger。 微软自2013年4月8日开始进行除中国外的软件转换工作，该工作完成于同年4月30日，其中台湾于4月25日转换。中国的Windows Live Messenger服务于2014年10月31日停止。

### 終止服務
2025年2月28日，微软宣布Skype於2025年5月5日終止服務，務求專注發展旗下另一種通訊程式Teams。5月5日当天，中国大陆媒体IT之家编者尝试对Skype官网进行访问，发现部分介面已失效。不过用户仍可在网页客户端使用剩下的Skype点数拨打电话，其替代产品Teams也推出了“Skype Dial Pad”功能使得用户能在Teams应用中进行拨号操作。

## 介绍
Skype是一家全球性互联网电话，它通过在全世界范围内向客户提供免费的高品质通话服务，采用点对点技术其他用戶连接，用戶可以进行高品质语音聊天。联系双方网络顺畅时，音质可能超过普通电话，並正在逐渐改变电信业。Skype是网络即时语音沟通工具。具备IM（instant messaging）所需的其他功能，比如视频聊天、多人语音会议、多人聊天、传送文件、文字聊天等功能。它可以免费讓用户与其他用户使用高音質的语音对话功能，也可以拨打国内国际电话，无论固定电话、移动电话均可直接拨打，并且可以实现呼叫转移、短信发送等功能。
Skype软件会在电脑上开启一个网络连线端口來监听其他Skype用戶的连线呼叫；当其他电脑能順利连线到这部电脑，Skype稱呼該用戶為「Super node」（超級節點）。Super Node在該P2P環境中的角色，即為提供其他無法連線的用戶的之間的中繼站，借用諸多Super Nodes的些許網路頻寬，協助其他的Skype使用者之間能夠順利的互相聯繫。這種行為，在P2P環境中，這算是相當常見的手法，也是點對點連線的精髓之一。Skype是第一個將此種做法運用到網路語音通話與即時訊息應用層面上。
Skype在台灣從2014年到2023年11月30日與網路家庭（PChome Online）合作，推出的Skype稱為PChome & Skype，並在合作結束後于2023年12月1日正式将Skype在台灣的营运权移交微软。在中國大陸，Skype曾經與TOM集團旗下北京讯能网络有限公司TOM在线合作，所推出的Skype又稱為Tom-Skype，并在中华人民共和国政府的要求下，加入了将敏感訊息过滤记录并传送到服务器的功能（详见中国服务）。在微軟收購Skype後改與光明方正公司合作。Skype的国际官方网站（www.skype.com）在中国大陆无法直接進入，输入www.skype.com会自动跳转到光明方正Skype。在香港，Skype與和記環球電訊合作，推出的Skype稱為HGC-Skype。在日本則與Buffalo和Excite合作。
Skype於2005年9月12日被網路拍賣巨擘eBay公司以26億美元（約新台幣849億元或合人民幣210億元）的現金跟股票併購。初期支付13億美元現金與價值13億美元的3240萬股eBay股票，若Skype在2008年或2009年達到業績目標，eBay可能要再支付15億美元，使得併購總金額高達41億美元。
在4月，公司推出了用於Windows Mobile的Skype軟體。此軟體建基於Java，可以接收Skype和SkypeIn的呼叫，亦可以收發即時訊息。
2010年12月，出现过一次全球停機事件。
2011年5月10日，微軟宣布以85億美元現金併購了Skype。
2011年10月14日，微軟宣布完成這項85億美元現金併購交易程序，Skype執行長Tony Bates轉任微軟Skype事業部總裁。
2014年底，推出Skype 翻译（Skype Translator）试图打破语音隔阂。

## 用户使用量与互联网流量
| 年份 | 国际长途通话市场市占率 |
| ---- | ---------------------- |
| 2005 | 2.9 %                  |
| 2006 | 4.4 %                  |
| 2008 | 8 %                    |
| 2009 | 12 %                   |
| 2010 | 13 %                   |
| 2012 | 33 %                   |
| 2013 | 36 %                   |
| 2014 | 40 %                   |

2011年1月，在 iPhone 版 Skype 推出视频通话服务后，Skype 同时在线人数达到创纪录的2700万，该记录随后被2011年2月21日的2900万打破，在2011年3月28日又被3000万打破。2011年3月28日该纪录再次被修正为3000万人。2012年2月25日，Skype宣布同时在线人数首次达到3200万。2012年3月5日，同时在线人数刷新为3500万。在不到一年之后的2013年1月21日，同时在线人数突破5000万。
2012年7月，Android 版 Skype 突破7000万下载。
2012年8月19日，Microsoft 宣布当季内 Skype 用户进行了1150亿分钟通话，较上一季增长50%。
2014年1月15日，Skype 的国际通话流量持续增长。据 TeleGeography 估计，2013年 Skype 客户端间国际通话的流量增长了36%，达到了令人惊讶的2140亿分钟。

## 系统和软件

### 客户端程序和设备支持
Skype运行于包括 Microsoft Windows (XP, Vista, 7, 8, 10, 11), OS X (10.6及之后版本), Linux (Ubuntu 与其他 Linux 系统), Android, BlackBerry 10, iOS, Symbian 和 Windows Phone 8 在内的众多平台上。
2007年10月29日，Skype与3电信合作，以3 Skypephone为品牌名发售移动电话。该移动电话运行BREW系统。
Skype同时发售 Skype Wi-Fi Phone，这是一种使用无线网络的无线电话，使用者可以在这种设备上建立 Skype 通话。Skype Wi-Fi Phone 通过机载OSD菜单可以以类似PC版软件的显示方法显示哪些好友在线，哪些好友可以接听使用者拨打的电话。该设备可以通过 SkypeOut 拨打非 Skype 用户的普通电话号码，拨打费率低且无需按月缴费。Skype Wi-Fi Phone 内没有浏览器，所以无法使用需要网页登陆或网页认证的无线热点。
其他Skype正式支持的平台包括：
- 运行Maemo的Nokia N800, N810 和 N900 互联网平板。
- 运行MeeGo的Nokia N9，整合了 Skype 语音通话和文字简讯功能，但不支持视频通话。
- Sony mylo COM-1 和 COM-2。
- PlayStation Portable Slim & Lite（PSP-2000）系列,用户需要购买一枚特殊设计的外接麦克风。PSP-3000 则由于内置麦克风，可无需外接设备，直接进行通话。[46]PSP Go 内的 Skype 在内置麦克风以外，可使用蓝牙设备进行通话。[47]PlayStation Vita可通过 PlayStation Network 下载安装 Skype 程序，此平台上的 Skype 可以在后台待机，等待通话拨入。
- 三星智能电视可以免费下载 Skype 程序。[48] 较新一些电视型号内的程序会使用内置的摄像头和麦克风。而对于一些老一些的型号，用户可以购买内置扬声器和麦克风的 Skype 摄像头。[49]
- 有些设备被设计用于配合桌面版 Skype 使用，也有些设备直接内嵌 Skype 程序。这些设备有些需要插入 PC 使用，也有些设备内置 Wi-Fi 客户端可通过 Wi-Fi 热点通话。例如 Netgear SPH101 Skype Wi-Fi Phone, SMC WSKP100 Skype Wi-Fi Phone, Belkin F1PP000GN-SK Wi-Fi Skype Phone, Panasonic KX-WP1050 Wi-Fi Phone for Skype Executive Travel Set, IPEVO So-20 Wi-Fi Phone for Skype 和 Linksys CIT200 Wi-Fi Phone。

第三方软件开发商，例如 Truphone, Nimbuzz 和 Fring，过去曾允许 Skype 与其他几个 VoIP/IM 网络服务同时出现在他们的 Symbian 和 Java 平台的软件中(Truphone 和 Nimbuzz 提供与 Skype 竞争的 TruphoneOut 的 NimbuzzOut 付费服务)。Nimbuzz 将 Skype 引入 BlackBerry，Fring 则不但完成了 Android 平台的支援，它还通过 Skype 网络提供视频通话服务。Skype 在2010年7月停止 Fring 用户使用 Skype 网络，Nimbuzz 则于2010年10月停止 Skype 服务。
在 Microsoft 购得 Skype 之前，Skype 收回了对几家第三方软硬件开发商的服务许可。Digium 旗下 Asterisk 产品的许可以“不再提供销售”为名被撤回。Senao SN358+ 远程(10–15公里)无线电话由于失去 Skype 许可，无法继续成为 Skype 网络节点而被中止。这两款设备结合使用可以经由可靠设备间的信息传递建立可漫游的无线网状网络。

### Skype网络协议
Skype采用名为Skype protocol的私有化网络协议。Skype并未公开这个协议的内容，采用这个协议的正式软件也均属于专有软件。协议的部分内容依赖于Joltid Ltd.公司的Global Index P2P协议。Skype与标准VoIP区别在于，不同于通常使用的主从式架构(client–server model)模型，Skype网络使用对等网络（peer-to-peer）模型（该模型起源于Kazaa软件)）。
需要指出的是，SIP这一非常受欢迎的VoIP模型，同Skype一样，同属于需要向服务器注册的对等网络模型。
Skype尽管对支持网络堆叠表示关注，但该软件依然仅支持IPv4协议。目前尚欠缺对下一代互联网协议IPv6的支持。

### Skype网络的探测和控制
很多网络和安全公司都声称企业和运营商可以使用它们的软件探测和控制Skype协议。尽管这些探测法一般不公开，皮尔森卡方检定和朴素贝叶斯分类器是2008年发布的两种可用的处理方法。 结合负载特性（例如字节频率和初始字节序列）的统计测量和网络流特点（例如网络包的大小和网络包的方向）进行识别也被证明是探测Skype基于TCP和UDP协议的有效办法。

### 语音编解码器
在采用G.729和SVOPC技术之余，Skype从Windows 4.0版本开始向同期所有客户端加入了自己研发的SILK音频编解码器。  SILK 具有“轻量”和“可嵌入”的特点。 此外，Skype还发布了名为Opus的开源编解码器。Opus在人声方面使用了SILK编解码器的相关技术细节；在需要高质量声音传输的场合，例如现场音乐表演方面，继承了CELT编解码器的相关技术原理。Opus在2010年9月被提交给互联网工程任务组 (Internet Engineering Task Force,IETF) 。 后该编解码器成为RFC 6716标准。

### 视频编解码器
Skype 5.5之前的版本使用VP7视频编解码器。
从5.7版本开始，Skype使用VP8作为标准清晰度下群组和个人视频通话的编解码器， 使用H.264 作为720p和1080p高清下群组和个人视频通话的编解码器。

### Skype Qik
Skype在2011年收购视频服务Qik。2014年4月关闭服务以后，Skype在2014年10月14日以Skype Qik的名称重新上线这一服务。不同于原Qik服务所提供的视频会议和网络流媒体功能，新Skype Qik服务着重于个人与团体使用移动设备交流视频信息。

## Skype 翻译
为了打破语音隔阂，自2014年底微软首度释出Skype 翻译（Skype Translator）公开预览版给开发者，率先支援英文和西班牙文的语音翻译，后来又扩增中文、意大利文两种语系。2015年10月2日正式发布Skype 翻译，未来将可在Windows 7/8/10/11系统环境下免费使用这个功能。
目前Skype 翻译支援六种语系：英文、法文、德文、義大利文、中文以及西班牙文的语音互译，以及50种语系的文字讯息翻译。

## Skype 网页版
不需要安装任何软件，只要打开浏览器，登入Web.Skype.com就可以使用Skype。支援Internet Explorer、Chrome、Edge、Firefox、Safari等浏览器。

## 語言
Skype自带以下語系：阿拉伯语、保加利亚语、加泰罗尼亚语、中文（繁体中文和简体中文）、克罗地亚语、捷克语、丹麦语、荷兰语、爱沙尼亚语、芬兰语、法语、德语、希腊语、希伯来语、匈牙利语、印尼语、意大利语、日语、韩语、拉脱维亚语、立陶宛语、尼泊尔语、挪威语、波兰语、葡萄牙语（巴西葡萄牙语和欧洲葡萄牙语）、罗马尼亚语、俄语、塞尔维亚语、斯洛伐克语、斯洛文尼亚语、西班牙语、瑞典语、泰语、土耳其语、乌克兰语、以及越南语。
由于Skype（Windows版）程序允许用户自行创建新语种文件，至少31种其他语种（全部或部分）翻译版本可供下载阿迪格语、南非语、阿尔巴尼亚语、阿拉贡语、亚美尼亚语、巴斯克语、白俄罗斯语、波斯尼亚语、布列塔尼语、楚瓦什语、康沃尔语、埃尔齐亚语、世界语、法罗群岛语、格鲁吉亚语、爱尔兰语、高棉语、利古里亚语、马其顿语、米兰德斯语、尼亚斯语、挪威语、普法尔茨德语、波斯语、苏格兰盖尔语、塔吉克语、泰米尔语、泰卢固语、维吾尔语（波斯文维吾尔语和拉丁字母维吾尔语）、威尔士语。

## Skype的URIs（统一资源标志符）
Skype的统一资源标志符为 skype:USER?call

## 客户服务
从2012年2月开始，Skype 通过在线入口、支持社区、Twitter 上的 @skypesupport 账户和 Facebook 上面的 Skype 专页共同向用户提供支持服务。在线入口支持用户通过电子邮件和实时聊天两种方式提交反馈。其中实时聊天是一项仅供 Skype 高级用户和一些付费用户使用的额外服务。
2010年1月，Skype 取消了回收非活跃账号内余额的政策，非活跃用户指180天无付费通话的用户。这次调整是一场集团诉讼中和解方案的一部分。
Skype 同时为参与集团诉讼的账户提供4美元的补偿。
Skype 的退款政策指出，在用户充值后，当用户提出退款请求时，如果用户所使用的点数少于1欧元，Skype会提供全额退款。“在正式提交请求后，Skype 会按未使用产品的占比退款。”
Skype 因为无法完全关闭用户的账号而受到批评。Skype 用户可以通过删除除用户名以外所有个人信息的方式冻结他们的账号。

## 教育使用
尽管 Skype 是一款商业软件，它的免费版本正在越发频繁的被关心全球教育项目的老师和学校使用。比如，Skype 正在用于促进不同语种用户间的互相学习。分居世界不同地域的学生被分成一个个两人一组的小组，小组中每个人都是另一个人想学习语言的母语使用者。通过 Skype，他们可以轮流教授这两种语言。
教师正在以一种独特的方法使用 Skype 实现教学目标。这些老师认为 Skype 软件中视频会议的部分非常有用。因为通过这个功能，使用不同语言的学生可以联系到一起，进行虚拟的实地考察，接触不同领域的专家。这使得学生可以实际应用他们在课堂上所学习到的知识，并为他们赢得未来的学习机会。
Skype in the classroom（直译为“课室中的Skype”）是 Skype 设置在其网站上的另一项免费工具。该工具可以使老师的课堂更加具有交互性、更加有趣。Skype in the classroom 是一项老师可以登记使用的服务，它允许学生可以在线上与其他同学见面，与专家交谈并交流感想。老师可以在线上与世界上其他老师合作，为学生带来不一样的学习体验。学生可以参加不同的 Skype 课程。老师也可在线上选择特定领域的专家，这些专家已经预先选好他们所擅长的领域。

## 费用
虽然是免费软件，但是某些功能还需要另行支付费用，例如打普通电话。Skype现在也有很多种选择，计时卡、套餐卡和定向卡等。

### 点数
拨打普通电话，每分钟1.1美分起。
透过点数拨打普通电话和使用来电转接，每通需加收一笔「话务接取服务费」，费用依地区而定。以台湾为例，目前市内电话1.451新台币/通(或0.036欧元/通)、行动电话2.635新台币/通(或0.066欧元/通)。大陸不论固網电话或手提电话均为0.3欧元/通。

### 套餐
套餐可以每月使用固定分钟数。套餐服务不会被加收转接费，因为费用已经包含在内。

### 货币
可使用货币：新台幣、港幣、美元、日元、韓幣、英鎊、加幣、歐羅、澳元、丹麥克朗、挪威克朗、波蘭茲羅提、瑞典克朗、瑞士法郎、巴西雷亞爾和人民币。

## 缺點
- 使用80 Port穿透防火牆。[82]
- 通話雖然加密，但Skype仍被美國國安局稜鏡計畫監控，中国版Skype服務仍被中華人民共和国政府監控和過濾。（参阅中國版Skype服務）
- 非開源通訊協議及軟件威脅使用者隱私。[83]
- 客戶資金如果180日未使用則過期，很多客人發現很難從Skype退款。[84][85]
- 不提供技術支持及客戶服務電話，針對其服務及收費的投訴相當多。[86][87]
- 目前Skype TM也会有推荐Skype付费项目的广告。[88]
- 當機事件：於2013年7月4日上午，在台灣、新加坡和馬來西亞等地区出現Skype大當機的現象，使用者的帳號登入後發現聯絡人全部為離線狀態。[89]
- 曾因駭客入侵使用者帳號，官方因為過度煩惱的垃圾郵件和資訊安全問題而封鎖大陸使用者。而回復帳號則需列舉三個自己的好友並且填寫冗長的回復表格。

一封skype回應客人要求回復帳號的信。

## 安全和隐私

### 美國國安局
美國國安局透過稜鏡計劃大規模竊聽，該計劃文件指出，美國國安局可以對即時通訊和既存資料進行深度的監聽並監控所有Skype帳號及通話。

### 中国服务
2005年9月，有中国媒体报道，中国电信停止一些互联网公司提供的网络电话服务，例如停止为电脑使用者提供登录Skype的网站的服务。中国电信深圳分公司就曾经对使用网络电话使用者中断服务，并且要他们必须保证不再使用网络电话才能恢复服务。同时TOM集团旗下北京讯能网络有限公司TOM在线和Skype于2004年11月在中國联合推出的Skype中国版即时通讯软件。从2007年开始，访问Skype官方网站skype.com的中國大陆用户会被重定向至Tom版Skype网站skype.tom.com。截至2007年6月底，TOM-Skype注册用户已经突破4200万，超越美国成为Skype全球最大的市场。TOM在线也为中國大陆使用者推出了几款仅能在TOM-Skype使用的中國特别优惠卡和电话月费计划（如Skype国内卡，国际版Skype无法使用）。然而由于TOM-Skype有文字审查过滤系统，所以那软件的安全和隐私一直备受诟病。
2008年10月，加拿大多伦多大学公民实验室的研究人员发现中國版TOM-Skype（非简体中文国际版）会根据关键字将使用者的文字聊天记录和使用者信息上传并存放在可以从公司外部进入的8个中國大陆服务器上，被记录的聊天信息包含了与政治相关的内容。由于缺乏足够保密措施，这些记录很容易被第三方获取，从而威胁到了用户的隐私。
Skype指TOM-Skype在2006年已經按照中华人民共和国政府的规定，使用文本过滤器来监控敏感信息。不过包含敏感关键字的信息会在客户端被丢弃，故对用户的隐私并无威胁。不过，TOM-Skype后来在未经Skype同意的情况下擅自改变了该过滤器的功能，存储了部分用户的信息。随后，Skype的总裁Josh Silverman在Skype官方网志上发表声明，表示自己公司很“无辜”和“无奈”。最后，Skype作出了道歉声明。
2013年11月8日，TOM在线在TOM-Skype页面发布公告，称于2013年11月24日正式将Skype在中国大陆的运营权移交微软；之后，微软Skype亚太区市场宣传部门主管朱特·哈康博（Judd Harcombe）在给英国科技媒体The Register的一份声明中表示，微软不会亲自接手Skype在中國大陸的业务，而是依旧交由中國大陸的合资公司运作。2013年11月14日，Skype中国官方网站已经不再重定向至skype.tom.com，而是直接打开www.skype.com。
2013年11月26日，《光明日报》和方正集团的合资公司光明方正（之后方正于2014年12月退出合资公司。目前以时光譜的名義運營）与微软正式宣布达成战略合作，开始负责運作中国市场。目前在中國访问Skype官网会被重定向至shiguangpu.com。官方聲称新的中國大陸版Skype不再像TOM在线时代那样内置关键词过滤和在中國服务器上储存使用者的聊天记录，改为使用境外的微软服务器並且使用加密傳送的數據，但仍受到很多怀疑。
2017年10月，Skype个人版从苹果App Store中国区被下架，苹果发言人回应《纽约时报》称是应中国公安部要求下架。
2017年11月，Skype个人版全面被下架，只剩企業版可下载。

### 印度境内Skype停止拨打普通电话服务
Skype的母公司微软，在2014年10月8日的一份声明中称“自2014年11月10日起，印度境内用户将无法拨打印度固定电话号码和移动电话号码”。微软称“印度境内用户可继续使用免费的Skype-to-Skype通话，也可拨打海外固定电话号码和移动电话号码进行国际长途通话。印度境外用户也可正常拨打印度固定电话号码和移动电话号码”。

## 從MSN轉移到Skype
由於Skype內建的匯入功能，只能取得MSN的聯絡人資料，卻無法取得MSN的群組資料。故此有MVP黑暗執行緒，開發了Skype MSN連絡人群組匯入工具。

## 相關
- Microsoft Teams
- 即时通讯软件列表
- 即时通讯软件比较
- 尼可拉斯·詹士莊（英语：Niklas Zennström）
- 雅努斯·傅易斯（英语：Janus Friis）
- Wickr